# Luperodes tibiellus
Luperodes tibiellus es una especie de insecto coleóptero de la familia Chrysomelidae.
Fue descrita científicamente en 1921 por Julius Weise.